# My Heart Can't Take It No More
"My Heart Can't Take It No More" is een single van Motown groep The Supremes, alhoewel opgenomen in 1962, uit 1963. Het nummer had slechts klein succes in de VS. Het hoogtepunt van het liedje was namelijk #129 op de poplijst. Het nummer werd geschreven door Clarence Paul, die veel samenwerkte met Stevie Wonder, in het begin van Wonders carrière. Paul was een van de velen die gedurende het begin van de loopbaan van The Supremes met hun werkte. Iedereen probeerde een hit voor de groep te schrijven, maar geen van hen slaagden totdat het nummer "When The Lovelight Starts Shining Through His Eyes" werd uitgebracht.
Ondanks dat het nummer al in 1963 uitgebracht als single werd, verscheen het pas in 1965 op een album. Dit was op het vierde album van de groep, "The Supremes Sing Country, Western And Pop".

## Bezetting
- Lead: Diana Ross
- Achtergrondzangeressen: Mary Wilson en Florence Ballard
- Instrumentatie: The Funk Brothers
- Schrijvers: Clarence Paul
- Productie: Clarence Paul en Lawrence Horn